# Amina Abdellatif
Amina Abdellatif (ur. 6 marca 1973) – francuska judoczka. Zajęła piąte miejsce na mistrzostwach świata w 2001; uczestniczka zawodów w 1999 i 2003. Druga w drużynie w 1998. Startowała w Pucharze Świata w latach 1996–2002, 2004 i 2005. Brązowa medalistka mistrzostw Europy w 2002; piąta w 2001 i 2004, a także zdobyła cztery złote medale w drużynie. Brązowa medalistka igrzysk środziemnomorskich w 2001. Mistrzyni Francji w 2001, 2002 i 2003 roku.